# Liste der Museen in Valencia
Mit der Liste der Museen in Valencia wird zusammenfassend erkennbar, dass die Region Valencia über eine vielseitige Museumslandschaft verfügt, die eine Komposition von historisch bedeutsamen und wertvollen jüngeren Einrichtungen darstellt. Einige Museen sind seit langer Zeit über die regionalen und nationalen Grenzen hinaus bekannt.
| - Almudín de Valencia - Archivo del Reino de Valencia - Casa de las Rocas - Centro Cultural la Beneficencia - Ciudad de las Artes y las Ciencias - Instituto Alfonso el Magnánimo - Instituto Valenciano de Arte Moderno - L’Oceanogràfic - Museo Catedralicio Diocesano de Valencia - Museo de Bellas Artes de Valencia - Museo de Ciencias Naturales de Valencia - Museo de historia de Valencia - Museo de la Almoina - Museo de la Semana Santa Marinera - Museo Valenciano del Papel | - Museo de las Ciencias Príncipe Felipe - Museo de Prehistoria de Valencia - Museo de Soldaditos de Plomo L’Iber - Museo del palacio de Cervellón - Museo del Patriarca - Museo Histórico Municipal de Valencia - Museo Nacional de Cerámica y de las Artes Suntuarias González Martí - Museo Taurino de Valencia - Museo Valenciano de Etnología - Museo valenciano de la ilustración y la modernidad - Museo Valenciano del Juguete - Palacio del Marqués de Dos Aguas - Sala Parpalló |